# Testem benevolentiae nostrae
Testem benevolentiae nostrae è una lettera apostolica redatta da Papa Leone XIII e indirizzata al cardinale James Gibbons, arcivescovo di Baltimora, in data 22 gennaio 1899.
Nel documento, il pontefice prende posizione contro un insieme di tendenze dottrinali che definisce come eresia dell'americanismo, esprimendo la propria preoccupazione affinché la Chiesa cattolica negli Stati Uniti si mantenga vigile nel non lasciarsi influenzare da valori propri della cultura statunitense, quali il liberalismo e il pluralismo religioso, ritenuti potenzialmente in contrasto con la dottrina della Chiesa.

## Sfondo

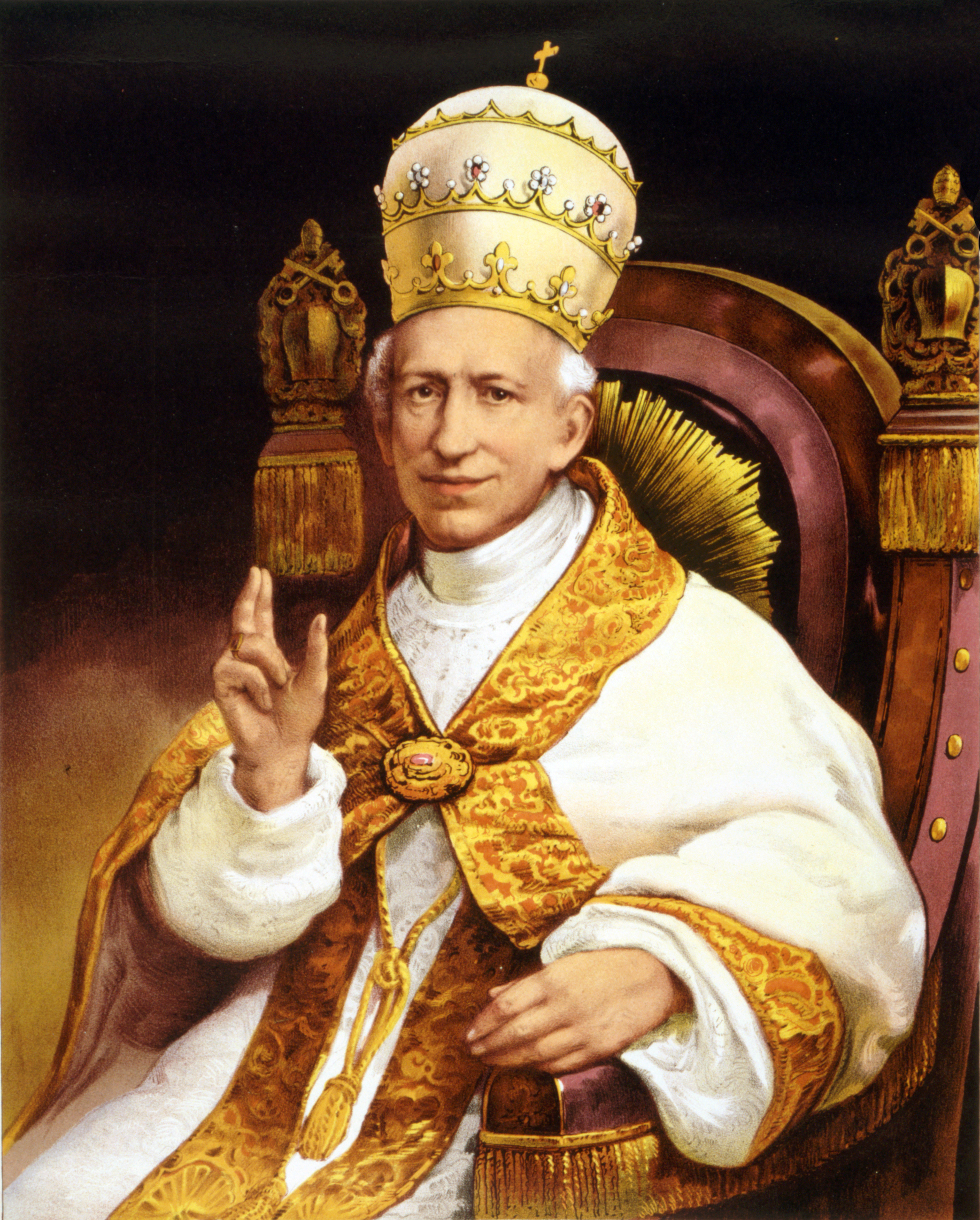
Papa Leone XIII

Testem benevolentiae nostrae significa in latino "Testimone della nostra benevolenza". Papa Leone XIII espresse la propria preoccupazione per alcuni aspetti della cultura cattolica negli Stati Uniti, in seguito alla prefazione contenuta nella traduzione francese della biografia del sacerdote americano Isaac Thomas Hecker. La biografia di Hecker, pubblicata in Francia undici anni dopo la sua morte – avvenuta in piena comunione con la Chiesa – fu preceduta da una prefazione di tono liberale redatta dall'abate Félix Klein. Leone XIII ritenne opportuno esaminare alcune opinioni espresse dal traduttore in merito alla figura di Hecker. In particolare, Klein lasciava intendere che Hecker ritenesse necessario adattare la Chiesa cattolica alla nuova civiltà moderna, attenuare le sue regole disciplinari riguardanti lo stile di vita e il deposito della fede, tralasciare o minimizzare certi aspetti della dottrina o attribuire loro significati nuovi, mai riconosciuti dalla Chiesa.
Secondo quanto riportato dai suoi biografi, padre Vincent A. Yzermans e Franz Xaver Wetzel, l'arcivescovo John Joseph Frederick Otto Zardetti – noto per i ripetuti contrasti di carattere teologico avuti, durante il suo episcopato a St. Cloud, con l'arcivescovo John Ireland e con i sostenitori di quest'ultimo all'interno della gerarchia cattolica statunitense – ebbe un ruolo di rilievo nella stesura della Testem Benevolentiae, in qualità di membro della Curia romana. Il documento fu firmato da papa Leone XIII il 22 gennaio 1899. In segno di riconoscimento, Zardetti fu promosso ad assistente al Soglio Pontificio il 14 febbraio 1899. Commentando il coinvolgimento di Zardetti nella redazione della lettera, padre Yzermans ha osservato: «In questo ambito, egli potrebbe aver avuto il maggiore impatto sul cattolicesimo americano nella prima metà del ventesimo secolo negli Stati Uniti».

## Contenuto

### Rifiuto del particolarismo americano
La Testem benevolentiae nostrae affrontava il tema del particolarismo statunitense e della concezione dell'individualismo. Per quanto riguarda il particolarismo, si riteneva che un settore del cattolicesimo americano ritenesse di rappresentare un caso speciale, richiedente una maggiore libertà di adattamento alla cultura dominante di un Paese a maggioranza protestante. La lettera rifiutava esplicitamente l'idea, sostenuta da alcuni, che la Chiesa negli Stati Uniti potesse o dovesse essere diversa da quella presente nel resto del mondo.
In realtà, la lettera riguardava più i cattolici in Francia che quelli degli Stati Uniti. I conservatori francesi rimasero scandalizzati dai commenti dell'abate Félix Klein in un libro dedicato al sacerdote americano Isaac Thomas Hecker, e sostennero che molti membri del clero cattolico statunitense condividessero quelle medesime posizioni.
Leone XIII esprimeva inoltre la preoccupazione che gli statunitensi potessero attribuire un tale valore alla propria libertà e all'individualismo da arrivare a rigettare l'importanza dei monasteri e del sacerdozio:
(Leone XIII, Testem benevolentiae nostrae)
Non era raro che i vescovi americani, trovandosi nella necessità di garantire istruzione e assistenza sanitaria a un gran numero di immigrati, si rivolgessero in modo mirato a congregazioni religiose attive in tali ambiti. Leone XIII metteva tuttavia in guardia dal rischio di attribuire maggiore valore all'apostolato attivo rispetto a quello contemplativo:
(Leone XIII, Testem benevolentiae nostrae)

### Visione negativa della libertà di stampa
Nel novembre 1892, durante una riunione degli arcivescovi tenutasi a New York, il vescovo Francesco Satolli – che di lì a poco sarebbe divenuto il primo delegato apostolico negli Stati Uniti – presentò quattordici proposizioni volte a risolvere alcune questioni scolastiche da tempo oggetto di discussione. Le proposizioni, ancora in forma di bozza, furono pubblicate in modo "inopportuno" da alcuni giornali, corredate da interpretazioni errate e insinuazioni malevole, il che generò un notevole livello di polemica "acre".
La lettera apostolica respinge in modo esplicito la piena libertà di stampa:
(Leone XIII, Testem benevolentiae nostrae, 1899)

## Eredità e influenza
Secondo John L. Allen Jr., la lettera apostolica era in realtà rivolta principalmente alle correnti liberali presenti in Francia.
I disordini provocati dalla condanna furono in realtà limitati, poiché quasi tutto il laicato e una parte considerevole del clero non erano a conoscenza della vicenda. Tuttavia, la lettera finì per rafforzare la posizione dei conservatori francesi.